# Estadio Olímpico de Tarrasa
El estadio olímpico de Tarrasa (oficialmente y en catalán Estadi Olímpic de Terrassa) es una instalación deportiva ubicada en la ciudad catalana de Tarrasa. Es la casa del equipo de fútbol de la Segunda División RFEF, el Terrassa Fútbol Club y del Barcelona Dragons. También fue la sede de la Copa Mundial de Hockey Femenino de 2022.
Las instalaciones está formada por tres campos y un estadio, el estadio olímpico propiamente dicho con capacidad para 11 500 personas sentadas, más tres campos anexos; uno para la práctica del fútbol formativo del club vecino, el CN Terrassa, y los otros dos se encuentran en el complejo deportivo Les Palmeres, que fue utilizado por el Terrassa FC durante años y está cerca de recuperarlo. No obstante el fútbol base juega a veces en el campo de fútbol del Pla del Bonaire. La característica más llamativa del estadio principal de fútbol es que está prácticamente enterrado sobre el nivel del suelo.

## Historia
Fue inaugurado el 21 de agosto de 1960 bajo diseño del arquitecto Pep Bonet para albergar al equipo de fútbol local, ya que su antiguo estadio les quedaba pequeño. El estadio, se construyó integrado en una zona deportiva en el norte de la ciudad, integrada en una zona con piscinas, pistas polideportivas, frontones... gestionados por el club polideportivo Club Natació Terrassa. Los dos estadios anexos se dedicaron uno a la práctica del hockey sobre hierba y el otro, Gestionado por el Ayuntamiento de Tarrasa, a pista de atletismo de ceniza con 300 metros de cuerda (longitud de la pista).
En 1991 se remodeló toda la zona deportiva, incluido el estadio olímpico, con motivo de la celebración del torneo de hockey sobre hierba de los XXV Juegos Olímpicos, de los cuales, Tarrasa fue subsede olímpica oficial. El campo de fútbol se convirtió en un campo de hockey sobre hierba, de los dos campos anexos, el que era pista de atletismo sirvió como campo de entrenamiento y el otro, que entonces ya era campo de hockey hierba y era gestionado por la Federación Catalana de Hockey, como campo auxiliar de competiciones contando con una grada provisional para 4200 espectadores. Más tarde el Estadio Olímpico acogió el partido de fútbol internacional España - Italia de categoría Sub-21.
Después de los JJ. OO. el conjunto volvió a la normalidad:
El campo anexo que se usaba para competición se mantuvo como campo de hockey y actualmente es gestionado por el Centro de Alto Rendimiento de Sant Cugat y el de entrenamiento se reconvirtió en un campo de fútbol estándar, con dos campos transversales de fútbol 7 y que es gestionado por el Club Natación Terrassa. El principal retomó su papel de campo de fútbol.
Y en 2022 sus instalaciones se re modelaron prácticamente totalmente para albergar el Mundial de Hockey Femenino 2022, (nuevos accesos, más bares, pantallas gigante, nuevas graderías con el dibujo de la bandera municipal, nuevo parking y zonas verdes). Próximamente saldrá a subasta el complejo de Les Palmeres, que fue gestionado por el Terrassa FC durante años, pero que se acabó quedando el Jàbac Terrassa debido a que cuando se anuló la fusión de fútbol base entre ambas entidades esta última se alió con la Fundación Terrassa FC (fundación antes perteneciente al Terrassa FC). Actualmente el complejo está cerca de volver a ser gestionado otra vez por su creador el Terrassa FC.

## Instalaciones
El estadio principal sirve para organizar los encuentros del equipo de fútbol catalán o grandes eventos de fútbol y hockey. Cuenta con gradas para 11 500 personas y además cuenta con el llamado TerrassaSports (Les Palmeres): dos campos anexos para la práctica del fútbol 7 y el fútbol 11, un gimnasio de aeróbic y fitness, una piscina, zona de sauna, pistas de pádel y un restaurante.